# TUI Airlines Nederland
TUI Airlines Nederland (zuvor im Außenauftritt Arke, davor Arkefly) ist eine niederländische Fluggesellschaft mit Sitz in Haarlemmermeer und Basis auf dem Flughafen Amsterdam Schiphol. Sie ist eine Tochtergesellschaft des deutschen Touristikkonzerns TUI und Mitglied in dessen Verbund TUI Airlines.

## Geschichte

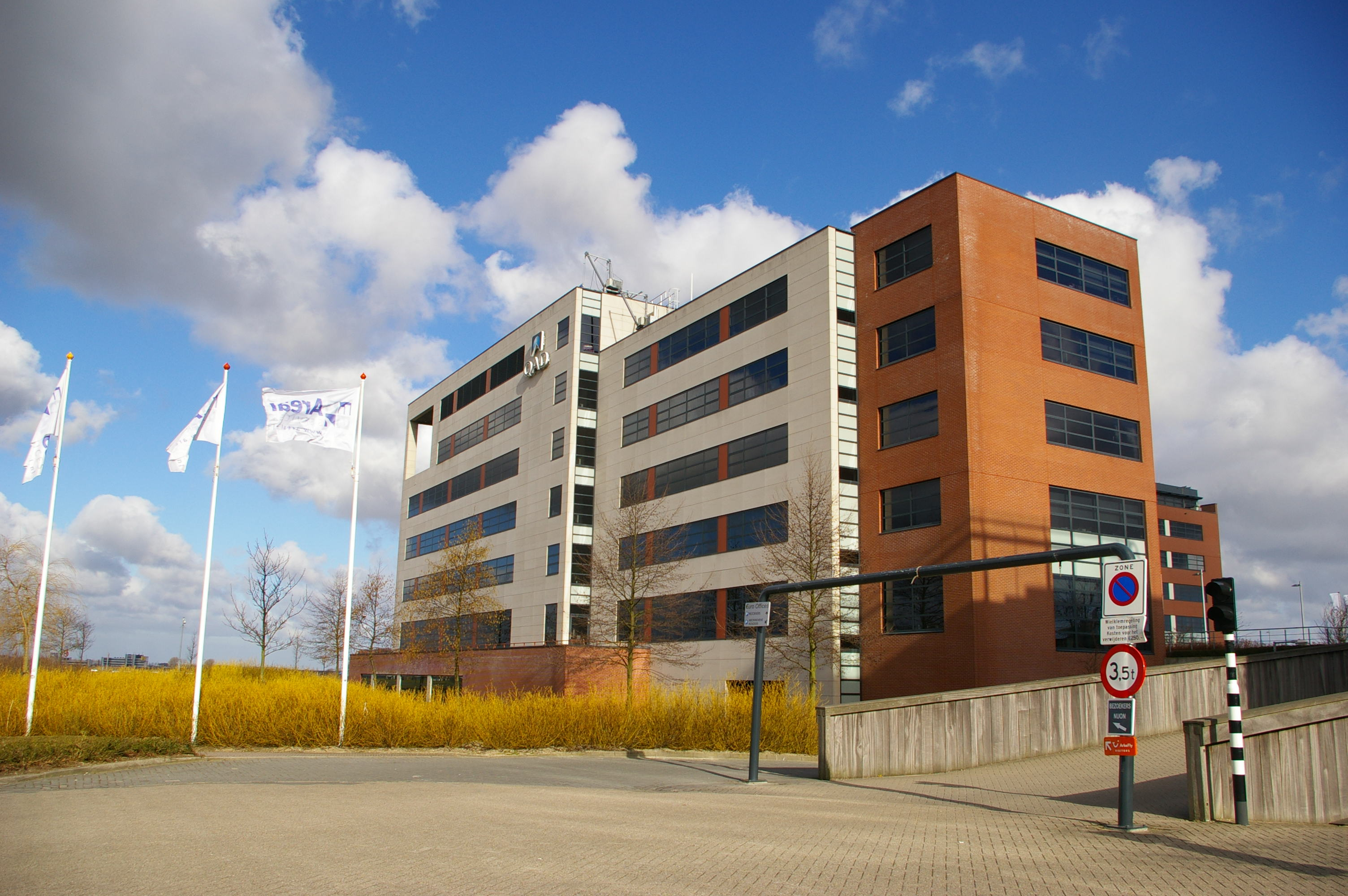
Sitz der TUI Airlines Nederland in Haarlemmermeer

TUI Airlines Nederland wurde 2005 als Charterfluggesellschaft gegründet, als TUI Nederland das in Insolvenz gegangene Unternehmen HollandExel übernahm und in den Verbund TUI Airlines integrierte.
Ab dem Winterflugplan 2011/12 baute Arkefly das Langstreckenangebot aus. Das hatte zur Folge, dass unter anderem die brasilianischen Ziele Natal und Fortaleza seither mit Boeing 737-800 angeflogen werden. Auf dem Hin- und Rückflug erfolgen daher Tankstopps in Espargos auf den Kapverdischen Inseln. Auch auf den Verbindungen nach Mombasa und Dubai kommen die 737-800 mit Zwischenstopps zum Einsatz.
Im Sommer 2013 wurde für Arkefly ein neues Farbschema eingeführt, die an jene der Konzernschwester Thomson Airways angelehnt ist. Im Rahmen dessen wurde der Schriftzug (nicht aber der Name) von Arkefly zu Arke verkürzt, da der zugehörige Reiseveranstalter diesen Namen trägt.
Im April 2014 erhielt Arkefly ihre erste von drei bestellten Boeing 787-8.
Im Mai 2015 wurde bekannt gegeben, das alle Fluggesellschaften des Konzernverbundes (bis auf Corsair International) unter dem neuen Einheitsnamen TUI auftreten sollen. Die Änderung erfolgte einerseits aus Marketingüberlegungen, andererseits lassen sich Personal und Flugzeuge so einfach innerhalb des ganzen Konzernverbundes einsetzen.
Arkefly wurde somit zum 1. Oktober 2015 in TUI Airlines Nederland umbenannt. Die erste Boeing 787-8 in der neuen TUI-Bemalung (Luftfahrzeugkennzeichen PH-TFL) wurde bereits am 25. September 2015 umlackiert.
Zum 3. November 2024 führte die PH-OYJ als letzte aktive Boeing 767-300ER der TUI Airlines einen Linienflug von Lanzarote nach Amsterdam durch. Mit diesem Flug beendete TUI Airline Nederland als letzte Fluggesellschaft der TUI Airlines das Kapitel Boeing 767.

## Flugziele
TUI Airlines Nederland führt von Amsterdam aus hauptsächlich Flüge zu Ferienzielen in Nord- und Südamerika, der Karibik und Europa durch.

## Flotte
Mit Stand Mai 2025 besteht die Flotte der TUI Airlines Nederland aus zehn Flugzeugen mit einem Durchschnittsalter von 7,3 Jahren:
| Flugzeugtyp             | Anzahl | bestellt | Anmerkungen | Sitzplätze (Economy+/Economy) | Durchschnittsalter |
| ----------------------- | ------ | -------- | ----------- | ----------------------------- | ------------------ |
| Boeing 737 MAX 8        | 06     |          |             | 189 (-/189)                   | 05,1 Jahre         |
| Boeing 787-8 Dreamliner | 04     |          |             | 305 (25/280)                  | 10,5 Jahre         |
| Gesamt                  | 10     | -        |             |                               | 07,3 Jahre         |

### Ehemalige Flugzeugtypen

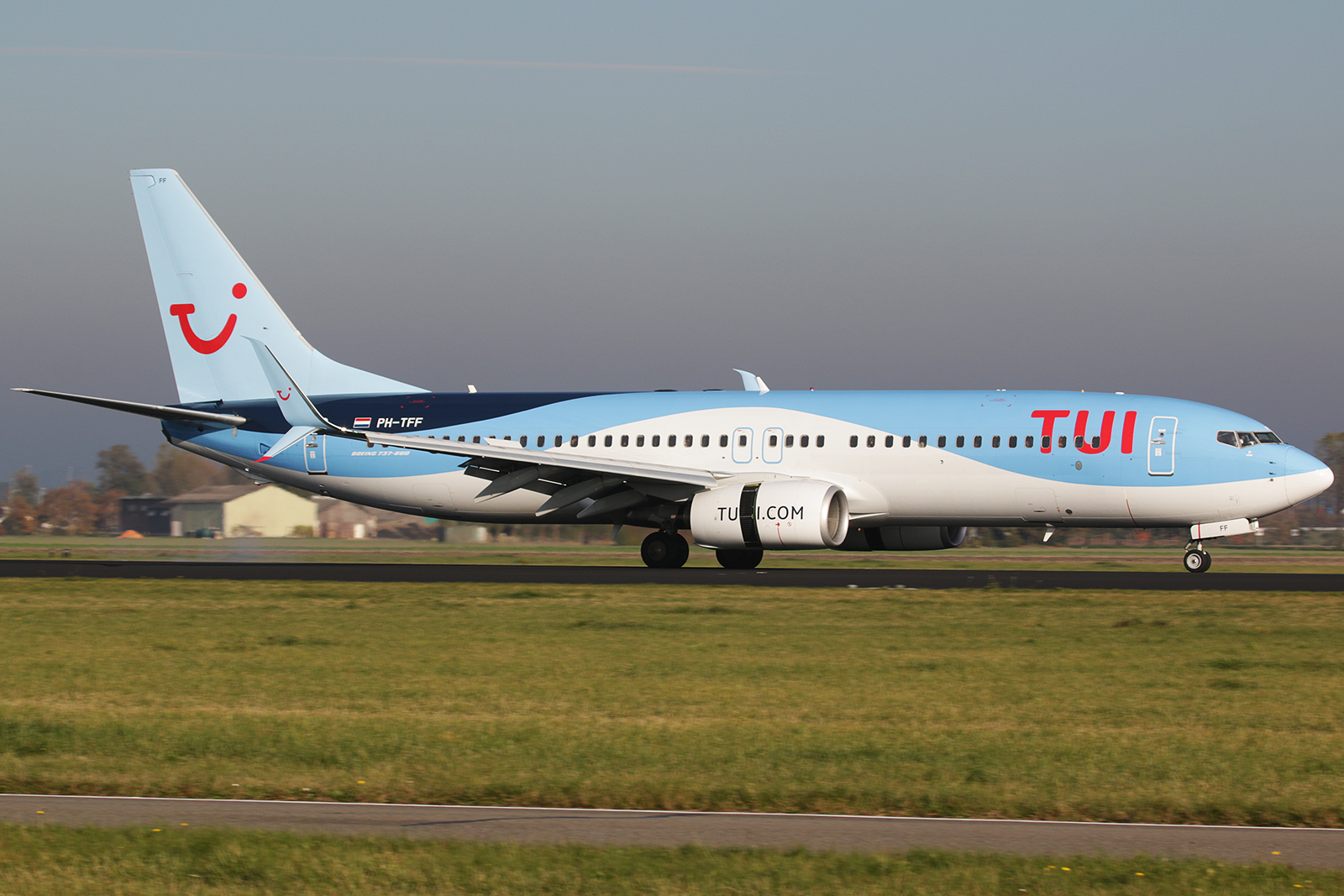
Ehemalige Boeing 737-800 der TUI Airline Nederland

- Airbus A320-200
- Boeing 737-800
- Boeing 767-300ER